# ميرزا عباس خان شيدا
ميرزا عباس خان شيدا (1873 - 1949؛ بالفارسية : میرزاباس‌خان شیدا) المعروف أيضًا باسم شيدا أصفهاني (شیدای اصفهانی)، كان صوفيًا وشاعرًا وصحفيًا إيرانيًا.

## السيرة
وُلد شيدا عام 1873 في شهركرد بالقرب من أصفهان. كان والده ميرزا إسحاق دهكردي، الحاكم العام لشهر كورد ومحافظة جهار محل وبختياري. انتقلت العائلة إلى أصفهان بعد مقتل ميرزا إسحاق.
تلقى شيدا تعليمه في مدرسة الصدر مع ابن عمه آية الله رحيم أرباب وأكمل دراساته التقليدية في الفقه والأصول والأدب الفارسي والعربي والفلسفة تحت إشراف علماء مثل جهانجير خان قشقائي وآية الله أخوند كاشي؛ وتخرج كآية الله، وهو الأمر الذي لم يستخدمه أبدًا في حياته المهنية المستقبلية.
وكان أصدقاؤه المقربون من الصوفية المعروفين في ذلك الوقت مثل عائلة خاتون آبادي.
أصدر شيدا إحدى الصحف الأربع الأولى في إيران، وهي صحيفة بلدية أصفهان. ثم بدأ بعد ذلك بنشر مجلة جامعة أصفهان التي أصدر منها واحدًا وعشرين عددًا. لقد أنفق كل ميراثه ودخله على مذكراته واجتماعه الأسبوعي للشعراء في مدينة أصفهان.